# Benjamin Bratt
Benjamin George Bratt (San Francisco, California; 16 de diciembre de 1963) es un actor de cine y televisión estadounidense - Peruano, ganador del Premio del Sindicato de Actores al mejor reparto y candidato a un Emmy, conocido por sus intervenciones en películas como Miss Congeniality (2000), Traffic (2000), Catwoman (2004) y en las series de televisión Law & Order (1990-2022) y Modern family (2009-2020).

## Biografía
Benjamin Bratt nació en San Francisco, California, hijo de Peter Bratt,obrero metalúrgico, y Eldy Banda, enfermera. Su padre Peter Bratt,Sr. era estadounidense de ascendencia alemana e inglesa y su madre una activista peruana quechua que se trasladó a los Estados Unidos a la edad de catorce años. El abuelo paterno de Bratt, George Cleveland Bratt, fue un actor de Broadway.
Cuando era niño su madre lo llevó, junto con sus hermanos, a participar en la ocupación de la reserva india de Alcatraz de 1970. Bratt hoy es un activo defensor de causas de los indios americanos, es miembro del American Indian College Fund, una innovadora miniserie de provocación y de proyectos multimedia, narrada por Bratt, que establece la historia nativa como una parte esencial de la historia americana de la aclamada serie de PBS American Experience. Estudió en San Francisco, ingresó en la Lowell High School, donde desarrolló sus capacidades interpretativas y fue miembro de la Sociedad Forense Lowell. Bratt obtuvo un B.F.A. en la Universidad de California, Santa Bárbara, donde también se suma a la fraternidad Lambda Chi Alfa.

## Carrera
Tras numerosas intervenciones en películas y series de televisión, Benjamin Bratt encontró sus primeros papeles destacados en las películas Blood in, Blood Out (1993), Demolition Man (1993) junto a Sylvester Stallone y una breve participación en el thriller The River Wild (1994), protagonizado por Meryl Streep y Kevin Bacon. En la década de los 2000 estrenó numerosas películas, como Red Planet (2000) en la que compartía cartel con Val Kilmer o Carrie-Anne Moss y que fue un estrepitoso fracaso de taquilla y las exitosas Miss Congeniality (2000) con Sandra Bullock y Michael Caine que recaudó más de 200 millones de dólares en todo el planeta. Después vino el thriller Traffic (2000) en el que hacía una breve intervención, la cinta estaba protagonizada por Michael Douglas, Catherine Zeta-Jones y Don Cheadle, el elenco ganó el Premio del Sindicato de Actores al mejor reparto, además el film fue galardonado con cuatro Oscar, incluyendo el Oscar al mejor director.
Después participaría en Abandon (2002), junto a Katie Holmes, en el drama The Woodsman (2004) dirigido por Kevin Bacon y en la superproducción Catwoman (2004), en la que compartía cartel con Halle Berry. La cinta fue un absoluto fracaso de taquilla y le supuso una nueva candidatura al Razzie, tras la obtenida con The Next Best Thing (2000) que protagonizó con Madonna y Rupert Everett. Más tarde llegarían trabajos en Thumbsucker (2005) o The Great Raid (2005) o prestar la voz al personaje de Manny en la película de animación Cloudy with a Chance of Meatballs (2009) y seguir con su participación en la serie de televisión Law and Order que le supuso una candidatura al Primetime Emmy al mejor actor de reparto - Serie dramática.

## Vida privada
En 1998 comenzó a salir con Julia Roberts, a la que acompañó el 25 de marzo de 2001 a la ceremonia de los Óscar, en la cual Julia Roberts ganó dicho premio en la categoría de mejor actriz. Tres meses más tarde, en junio, se separaron definitivamente. Menos de un año más tarde de su separación de la estrella, se casó con su novia embarazada, la actriz Talisa Soto, el 13 de abril de 2002, en San Francisco. Ambos se conocieron en el film Piñero (2001). Su primer hijo fue Sophia Rosalinda Bratt, que nació el 14 de diciembre de 2002; su segundo hijo es Mateo Bravery Bratt, nacido el 3 de octubre de 2005, en Los Ángeles. Actualmente la familia vive en San Francisco, California.

## Filmografía

### Cine
- One Good Cop (1991)
- Demolition Man (1993)
- Blood In, Blood Out (1993)
- Clear and Present Danger (1994)
- Texas (1994)
- The River Wild (1994)
- Follow Me Home (1996)
- The Next Best Thing (2000)
- Red Planet (2000)
- Miss Congeniality (2000)
- Traffic (2000)
- After the Storm (2001)
- Piñero (2001)
- Abandon (2002)
- The Woodsman (2004)
- Catwoman (2004)
- Thumbsucker (2005)
- The Great Raid (2005)
- El amor en los tiempos del cólera (2007)
- Trucker (2008)
- The Mission (2009)
- Cloudy with a Chance of Meatballs (2009) (voz de Manny)
- Mi Villano Favorito 2 (2013) (voz de El Macho)
- Cloudy with a Chance of Meatballs 2 (2013) (voz de Manny)
- Snitch (2013) como Juan Carlos 'El Topo' Pintera
- Ride Along 2 (2016) como Antonio Pope
- Doctor Strange (2016) como Jonathan Pangborn
- The Infiltrator (2016) como Roberto Alcaino
- Coco (2017) (voz de Ernesto de la Cruz)
- La madre de la novia (2024) como Will[9]
- Millers in Marriage (2025) como Johnny[10]

### Televisión
- Nasty Boys (1989-1990)
- Law & Order (1995-2009)
- E-Ring (2005-2006)
- The Andromeda Strain (miniserie; 2008)
- The Cleaner (2008)
- We Shall Remain (2009)
- Modern Family (2010)
- Private Practice (2011) Dr. Jake Riley
- 24: Live Another Day (2014) Agente Steve Navarro
- Star (2016-presente) Jahil Rivera
- Poker face (2023) Cliff Legrand
- Andor (2025) Bail Organa; 3 episodios.

## Premios

### Emmy
| Año  | Categoría                                                  | Trabajo       | Resultado |
| ---- | ---------------------------------------------------------- | ------------- | --------- |
| 1999 | Primetime Emmy al mejor actor de reparto - Serie dramática | Law and Order | Candidato |

### Premios del Sindicato de Actores
| Año  | Categoría                                          | Trabajo       | Resultado |
| ---- | -------------------------------------------------- | ------------- | --------- |
| 2001 | Mejor reparto                                      | Traffic       | Ganador   |
| 2000 | Mejor reparto de televisión en una serie dramática | Law and Order | candidato |
| 1999 | Mejor reparto de televisión en una serie dramática | Law and Order | Candidato |
| 1998 | Mejor reparto de televisión en una serie dramática | Law and Order | Candidato |
| 1997 | Mejor reparto de televisión en una serie dramática | Law and Order | Candidato |
| 1996 | Mejor reparto de televisión en una serie dramática | Law and Order | Candidato |